# ゴルギアス
ゴルギアス（ゴルギアース、ギリシア語: Γοργίας, Gorgias, 紀元前483年 - 紀元前376年）は古代ギリシアの哲学者（ソフィスト、ソクラテス以前の哲学者）、修辞学者。シチリアのレオンティノイの生まれ。プロタゴラスとともにソフィストの第一世代にあたる。古代のドクソグラファーの何人かは、ゴルギアスはエンペドクレスの弟子だったと伝えているが、これはいささか疑わしい。なぜなら、確かにゴルギアスはエンペドクレスより年下だが、たった2、3歳しか違わないからである。「他のソフィストたち同様、彼はあちこちの都市を巡業して回り、全ギリシアの中心であるオリンピアやデルポイでは大衆の前でその技術を披露し、金を取って授業や公演を行った。ゴルギアスのパフォーマンスで特に売り物だったのは、観衆から種々雑多な質問を受け付け、即興でそれに答えることだった」。
ゴルギアスが評価されるのは、生まれ故郷のシチリアからアッティカにレトリック（修辞学、弁論術）を移植したことと、文学的散文に使う言葉としてアッティカ方言の普及に貢献したことである。

## 生涯
ゴルギアスは、シチリアのギリシア人植民地レオンティノイで生まれた。そこはギリシアのレトリックの故郷だと言われることがよくある。ゴルギアスには、カルマンティデスという名の父親と、ヘロディコスという名の医師の兄弟、さらにその孫がデルポイにゴルギアスの彫像を奉納した妹がいたことがわかっている。 
紀元前427年、敵対するシュラクサイの脅威に対抗するため、レオンティノイは救援を求める使節をアテナイに派遣したが、その代表となったゴルギアスはその時既に60歳だった。その後、ゴルギアスはギリシア本土に住み着くことになったが、おそらく、その演説のスタイルが人気となり、また、そのパフォーマンスとレトリックの授業が金になったからだろう。アリストテレスによれば、ゴルギアスの生徒の中にはイソクラテスがいたという。
また後世の言い伝えによると、たとえば『スーダ辞典』では、ペリクレスがゴルギアスの生徒とされている。ピロストラトスは『ソフィスト列伝』でこう言っている。「彼は立派な人たちの注目を浴びていた。若者では、クリティアスにアルキビアデス、年輩者ではトゥキディデスにペリクレス。悲劇作家アガトンもそうで、彼は「喜劇」が賢く流暢だと見なした人物だが、しばしばその短長格の詩の中でゴルギアス化した」。
ゴルギアスは100歳以上まで生きたと考えられている。その間に、神殿に奉納するために、自分の黄金像を作ることができるほどの相当な蓄えをした。ゴルギアスは紀元前376年、テッサリアのラリサで亡くなった。

## レトリックの革新
ゴルギアスは、「構造」「装飾」「パラドクソロギアの導入」に関するレトリックの革新において、その先導役を務めた。パラドクソロギア（paradoxologia）とは逆説的思考と逆説的表現の概念のことである。これらの進歩によってゴルギアスは「詭弁の父」というレッテルを貼られてしまった。一方でゴルギアスは、文学的散文の言葉としてアッティカ方言を普及させることに貢献したことでも知られている。
ゴルギアスのレトリックに関する著作（『ヘレネ頌』、『パラメデスの弁明』、『非存在について』、『エピタフィオス』）は、『テクナイ（Technai）』と題されたレトリック教育の入門書を通じて今に伝わっている。『テクナイ』は、もしかすると記憶された手本から作られたのかも知れないが、さまざまなレトリックの実践理論を説明した本である。 
一部の学者はそれぞれの作品の言説は対立していると言っているが、意欲に満ちた理論とレトリックのテクネー（技術）の相互に関係する著作として読むことができる。
それらのうち、完全な形で残っていると思われるのは『ヘレネ頌』と『パラメデスの弁明』で、  そこにはゴルギアス独自の演説・レトリック・政治観などが含まれている。アリストテレスもその中から、ギリシア統一の演説、戦死したアテナイ人への追悼演説、『ヘレネ頌』からの短い引用などを引用している。『非存在について』は演説ではなく論文だが、パラフレーズが残っている。『初期ギリシア哲学者断片集』にもそれらの部分部分があり、研究者たちはこの文献を信頼できるものと考えているものの、その本に含まれているものの多くは断片で、また原形が損なわれていて、ゴルギアスのものとされるテキストの確実性と正確さも疑問視する意見がある。
ゴルギアスの著作はレトリカルかつ遂行的（performative）である。ゴルギアスは自分の能力を誇示するためなら、不合理で論争的な立場をより強く見せることまでする。その結果として、ゴルギアスの著作は評判が良くなく、逆説的で、さらに不合理であるという評価を受けている。ゴルギアスの著作の遂行的な性質は、それぞれの主張に対して、パロディ・不自然な比喩的表現・芝居がかったわざとらしさといった文体上の工夫を使って、遊び戯れるようにアプローチするやり方が表している。
ゴルギアスの例証のスタイルは「poiêsis-minus-meter（詩マイナス韻）」ともいうことができる。ゴルギアスは説得力のある言葉は神々のそれと同等で、腕力に等しい強さのドゥナミス（力）を持っていると論じる。『ヘレネ頌』の中で、ゴルギアスは魂に話しかける効果を、肉体への薬の効果になぞらえる。「異なる薬が異なる体液を肉体から汲み出す時、病気を治す薬もあれば、生命を奪う薬もある。言葉もそれと同じである。痛みを生むものもあれば、喜びを生むもの、恐怖を起こさせるもの、聴衆を大胆にかきたてるもの、さらに邪悪な説得で魂を麻痺させ魅了するものもある」。
ゴルギアスはさらに、自分の「魔法の呪文」は、激しい情熱を抑制することで人間の魂に癒しをもたらすと信じてもいた。ゴルギアスは言葉の響きに特に気を遣い、詩のように、聞き手を魅了した。ゴルギアスの華やかで押韻したスタイルは聞き手を魅了したように見えた。
ゴルギアスの伝説的な説得力は、ゴルギアスが聴衆とその感情に、いくらかの超自然的な影響力を与えられたということを示唆している。
他のソフィストたち（精神に関してはとくにプロタゴラス）と違って、ゴルギアスはアレテー（美点、徳）を教えるとは公言しなかった。ゴルギアスは、アレテーの完全な形はなく、それぞれのシチュエーション（たとえば、奴隷の徳は政治家の徳ではない）に関係するものだと信じていた。レトリックつまり説得の技術はどんな行動方針でも説得することが可能であるゆえに、あらゆる科学の王である、というのがゴルギアスの考えである。レトリックがすべてのソフィストのカリキュラムの中にあった間、ゴルギアスは他の何よりそれをより重要なものと位置づけた。
レトリックの性質・価値双方についての討論はゴルギアスとともに始まる。『ゴルギアス』と題されたプラトンの対話篇は、ゴルギアスのレトリックの利用・そのエレガントな形式・遂行的性質への反論を著したものである。
レトリックは実際にはテクネーと見なされるだけの必要条件を満たしておらず、弁論家とその聴衆の両方に働きかけるいささか危険な「経験（要領、コツ）」である。なぜなら、それは人々に対して、無知な人を専門家以上に物知りに見せる力を与えるからだ——ということを示すことが、この対話篇の中で試みられている。

## 非存在について
ゴルギアスの『非存在について』は失われた著作である。レトリックの著作というよりも、同時代のエレア派の命題を反駁し、パロディにした理論が述べられている。原文は失われていて、現在残っているのはパラフレーズがたった2つだけである。1つは哲学者セクストス・エンペイリコスの『数学者に対して』の中に、もう1つは作者不詳の『De Melissus, Xenophane, Gorgia』の中に出てくる。どちらも相手との会話部分が除外されていて、それはどちらも同じ文献を元にした可能性があることを示唆している。
しかし、それが懐疑的な論法を発展させたことは明らかである。その内容はざっと以下の通りである。
1. 何も存在しない。
2. たとえ何か存在するにしても、それについて知りうることは何もない。さらに、
3. たとえ何かそれについて知りうることがあるにしても、それについての知識を他人と理解し合うことはできない。

この議論は広く、パルメニデスの存在に関する命題の皮肉な反論として理解されていた。ゴルギアスは、存在は1つで・不変で・永遠のものだということを示すことがたやすいように、結局何も存在しないということを証明するのも簡単だということを証明するためにこれを書いた。

## レトリック作品

### ヘレネ頌
ゴルギアスや他のソフィストたちは、その著作の中で、行動の結果を表現するための枠組み、ならびにそのような行動の解決を生み出す方法としての「言語の構造と機能について」思索した。
そして、それこそがゴルギアスの『ヘレネ頌』の目的である。アリストテレスはその著書『弁論術』の中で論じた修辞学の3つの区分、すなわち法廷弁論・議会弁論・演示弁論のうち、『ヘレネ頌』は演示弁論に分類されうるもので、トロイのヘレネへの讃美を表し、ヘレネがパリスとスパルタから去ったことへの非難からヘレネを無罪放免にしている、と述べている。
ヘレネはギリシア人たちにとって性的な情熱と類い希なる美しさの両方の象徴であった。ヘレネはゼウスとレーダーの娘にしてスパルタ王妃で、その美しさはギリシアとトロイアとの10年に及ぶトロイア戦争の直接の原因となった。戦争の発端は、ヘーラー、アテーナー、アプロディーテーという女神たちが自分たちのうちで誰が一番美しいかをトロイアの王子パリスに尋ねたことだった。女神たちはパリスの決定に影響を与えようと試みたが、結局パリスが選んだのはアプロディーテーで、アプロディーテーはパリスに最も美しい人間の女性を約束した。それからパリスはギリシアに旅し、そこでヘレネとその夫メネラオスの歓迎を受ける。アプロディーテーの働きかけで、ヘレネはパリスからの駆け落ちの説得を受けてしまう。二人は一緒にトロイに行く。しかし『ヘレネ頌』の中では、戦争についても、ヘレネの不実を非難する一般受けの良い文学的な話も語られない。ゴルギアスが『ヘレネ頌』の中で突き止めたかったのは、ヘレネがどうしてパリスと駆け落ちしたかの一点だった。
『ヘレネ頌』の冒頭すぐのところで、ゴルギアスはこう述べている。「賞賛に値する男女、話、仕事、都市国家、行いには、人は讃美とともに光栄を与えねばならない。一方で値しないものには、人は非難を与えなければならない」
ゴルギアスは、ヘレネがトロイアに旅立った理由は何だったかを論じる。ヘレネをそうさせたものは次の4つのうちのどれかである。すなわち、神によってか、物理的な力によってか、愛によってか、もしくはロゴス（言葉、論理）によってか。もしヘレネをトロイアに向かわせたのが、神の企みだったとしたら、ヘレネを責める者は自分自身を責めねばならないと、ゴルギアスは主張する。「神の意志は人間の予想によって防ぐことは不可能なのだから」。
生まれつき弱者は力に支配され、神々はあらゆる点で人間より強いのだから、ヘレネはそれまでの望ましくない評価から解放されなければならない。一方、もしヘレネが力づくで誘拐されたのなら、罪を冒したのは侵略者（パリス）であることは明らかである。したがって、非難されるのは、ヘレネではなく、彼でなければならない。次に、もしヘレネが愛によって説得されたのだとしたら、ヘレネはなおさらその汚名を免れなければならない。なぜなら、「もし愛・神・神々の愛の力なら、それより力の弱い者はそれを拒み、避けることができようか？　しかし、もしそれが人間の病で魂の過失だとしても、罪として責めるべきでなく、むしろ不運と考えねばならない」。最後に、もし言葉がヘレネを説得したのだとしても、ゴルギアスはヘレネの非難を取り除くことは容易にできると言って、こう説明した。「言葉は偉大な支配者で、それは最も小さく・最も謎の多い肉体によって、最も神のごとき仕事を遂行する。なぜならそれは恐怖を止め、痛みをやわらげ、喜びを生み、慈悲を回りに作ることができるからである」。
『ヘレネ頌』はゴルギアスのパラドクソロギアの愛を明示する。『ヘレネ頌』の遂行的な性質は、話し手と聞き手、それに人を騙す話し手と聞き手の協力を当てにする人との相互関係を必要とする。
ゴルギアスは『ヘレネ頌』の最終章でこのパラドクス（逆説）を明らかにする。「私はこの話を、ヘレネ賛辞と私の気晴らしのために書きたかったのだ」。
付け加えると、もしゴルギアスのヘレネの汚名をすすぐ主張を受け入れる者がいるならば、それはヘレネに非難を向けたすべての文学的伝統にそっぽを向くことになる。これもまた逆説的である。

### パラメデスの弁明
『パラメデスの弁明』の中で、ゴルギアスはロゴスを倫理的な議論を作るための実際的な道具だと述べている。
道徳ならびに政治の責任の問題を扱うこの本が弁明するパラメデス（パラメーデース）とは、ギリシア神話の中で、ギリシア文字、成文法、数、甲冑、物理単位を発明したと信じられている。
『パラメデスの弁明』の中で、パラメデスは反逆罪の容疑に対して自己弁明する。ギリシア神話において、オデュッセウスは（アガメムノンやメネラオスとともにヘレネをスパルタに連れ戻しに行くのを回避するため）気が変になったふりをして、野に塩を撒き出す。パラメデスはオデュッセウスの息子のテレマコスを鋤の前に投げることで、オデュッセウスのその嘘を暴いた。オデュッセウスはそのことでパラメデスを怨み、決して許すことなく、後になって、パラメデスがトロイア人と共謀したと告発した。その直後、パラメデスは有罪を宣告され、処刑された。
この誇示的な著作の中でゴルギアスは、『ヘレネ頌』同様、いかにしてもっともらしい主張がこのような疑わしい結果を招いたかを問題にする。
ゴルギアスは全体を通して、可能性のあることから、ロゴス的・エトス（倫理）的・パトス（情熱）的な主張が作られる方法を提示する。それは、アリストテレスの『弁論術』に類似している。『パラメデスの弁明』の中で描かれた動機と能力についての何タイプかの主張は、後にアリストテレスによって裁判に関するトポス（演説のための常套句）として述べられた。ゴルギアスは、反逆が行われたことを証明するために、それに伴って起こりうる一連の出来事も立証される必要があることを論証する。起こりうる出来事とは次のようなことである。パラメデスと敵との間の連絡、人質または金の形での約束の取り交わし、そして護衛または市民たちによって見つかるものではないこと。少額の金はそのような大きな仕事を引き受ける理由にはならない。もし多額な金で取引が成立したのなら、その金を移動するのに多くの共謀者の手助けが必要である、とパラメデスは主張する。さらに、そのような取引は夜にはできない、なぜなら護衛に見つかるからである。かといって昼間もできない。誰かに見られてしまうからである。もし前述の状況が実際に準備されるのなら、行動がその後に続く必要があるはずだ。そうした行動は、共謀者がいたか・いなかったか、どちらかで生じることが必要だ。もし共謀者が自由人（一般市民）たちであるとしたら、彼らは自分たちが望む情報を何でも暴露することは自由である。逆に共謀者が奴隷なら、自由を得るために自発的に、あるいは拷問によって力づくで、罪を認める危険がある。パラメデスは奴隷は信じられないと言う。パラメデスはさらに動機の可能性を並べ立て、どれも偽りだと証明する。
『パラメデスの弁明』を通して、ゴルギアスは動機には地位・富・栄誉・安全といった自分に利する点が必要だと論証し、パラメデスは動機を欠いていると主張する。

### エピタフィオス（アテナイの追悼演説）
このテキストは、エピタフィオス（epitaphios）のジャンルに重要な貢献をしたと考えられている。紀元前5世紀から紀元前6世紀にかけて、このような追悼演説はアテナイの公式な葬儀で有名な雄弁家によってなされ、それによって戦死した人々は栄誉を授けられた。ゴルギアスのテキストはアテナイ帝国のレトリックを、5世紀の宣伝者（propagandist）の賢明な批評に提供し、またプラトンのパロディ『メネクセノス』の基礎となった。

## 批判
プラトンはゴルギアスを痛切に批判する1人である。プラトンがソフィストの教義を嫌悪していたことは有名で、ゴルギアスの名を冠した対話篇『ゴルギアス』の中ではゴルギアス本人とその修辞学的信念がともに攻撃の対象にされている。
この著では対話相手がゴルギアス、ポロス、カリクレスと3人替わるが、特にカリクレスの過激な主張は後世のニーチェによるルサンチマン概念への影響が指摘される（田中美知太郎責任編集『世界の名著　プラトンⅠ』中央公論社）。
『ゴルギアス』の中で、プラトンは哲学とレトリック（弁論術）を区別し、またゴルギアスは、その雄弁な言葉で聞き手を楽しませ、人が説得の技術を発見した時、レトリックは実際の出来事について真実を学ぶのに不必要なものであると信じる雄弁家として描かれる。
この対話篇の中で、ゴルギアスはソクラテスの質問の1つにこう答える。「修辞学は君が学ぶ必要のある唯一の専門知識の分野だ。君は残りのものはすべて無視することができ、それでも専門家を出し抜くことができる！」。
プラトンは遊び戯れる演説と真剣な哲学とを区別する自信があり、『非存在について』が哲学書と呼ばれているにもかかわらず、ゴルギアスは本当の哲学者ではないと主張する。『非存在について』はエレア派の伝統やその創始者パルメニデスの批判であると見なされていて、ゴルギアスは哲学を一種の誘惑として表現しはしたが、完全に哲学を否定しておらず、哲学者に対してもある程度の尊敬を払っている。
プラトンがゴルギアスに問いかける方法は、存在は基本的物質であり万物を構成するものの真実であるとするパルメニデスの理想の再主張で、それがレトリックとは異なり、またレトリックより優位に立つ哲学的な思考であると主張する。
アリストテレスもまたゴルギアスを、賢さをアピールことで金儲けをするのが目的の単なるソフィストとしたうえで、その結果、人を誤らせる方法つまりソフィスト的な議論で大衆を騙したと批判する。

## 主な訳注文献
- プラトン『ゴルギアス』 加来彰俊訳、岩波文庫、改版2007年。元版『プラトン全集 9 ゴルギアス　メノン』岩波書店 - 後者は藤沢令夫訳
- 『ソクラテスの弁明・クリトン　ゴルギアス』 藤沢令夫訳、中央公論新社〈中公クラシックス〉、2002年 - 前者二編は田中美知太郎訳